# Bredenbergs varuhus

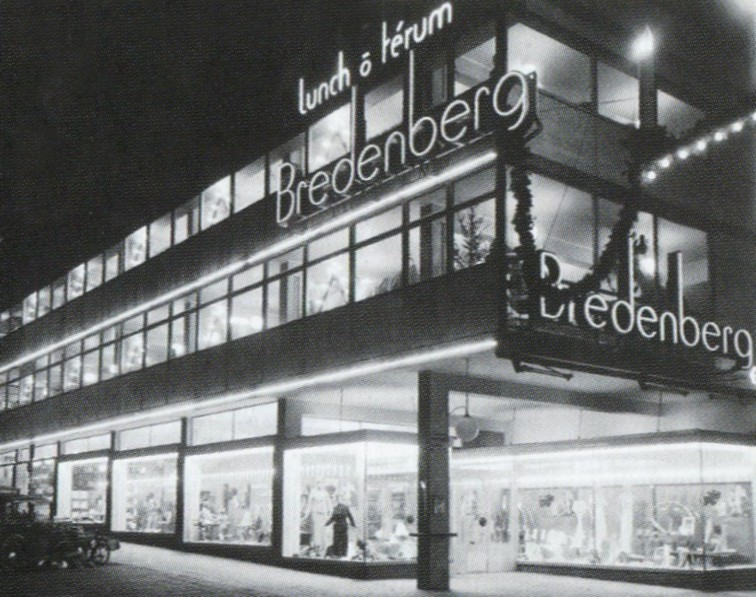
Bredenberg på 1930-talet

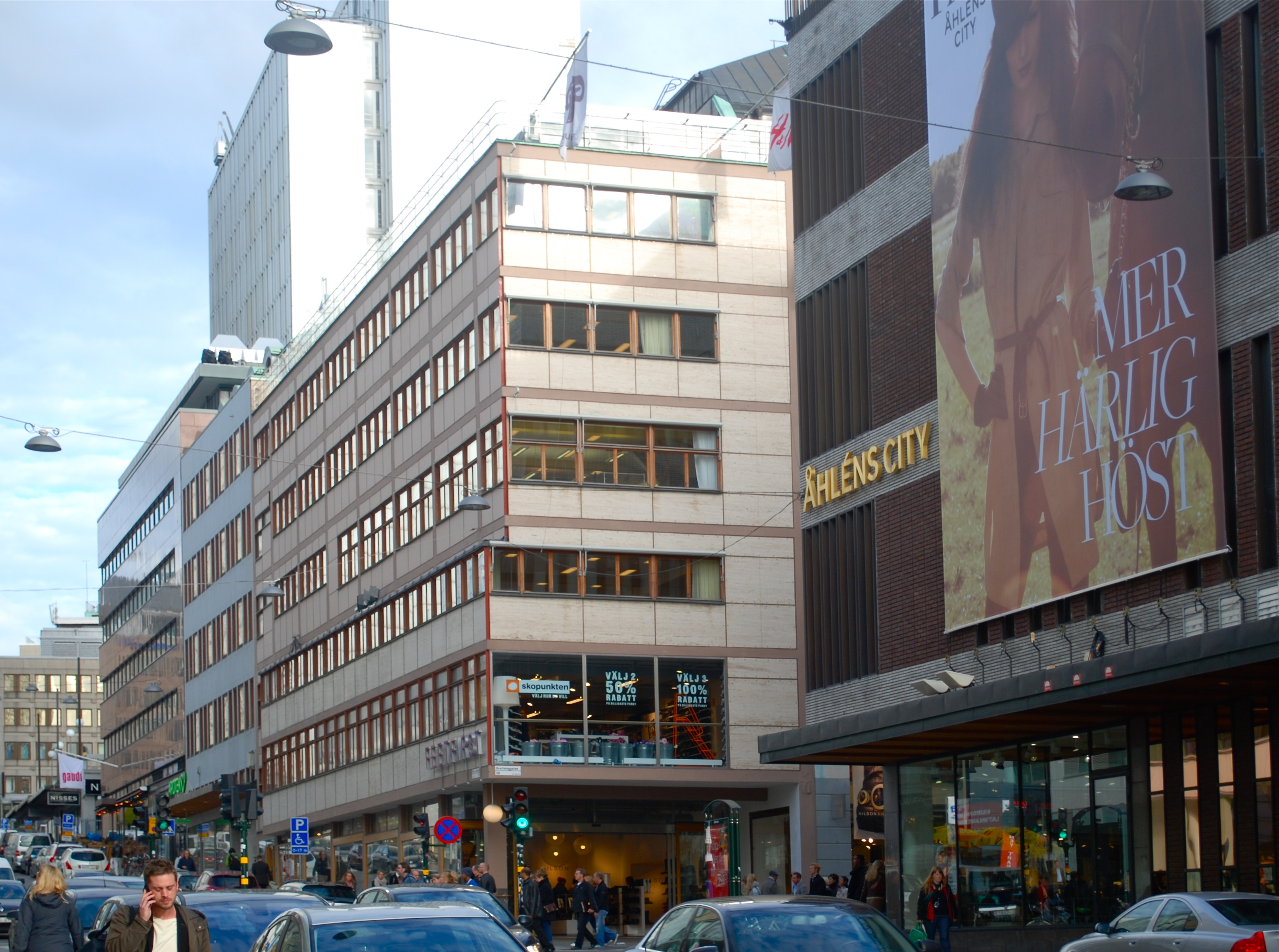
Byggnaden i september 2010

Bredenbergs varuhus är ett före detta varuhus i korsning av Mäster Samuelsgatan och Drottninggatan på Norrmalm i centrala Stockholm. Byggnaden som är ritad av Gunnar Asplund och uppförd 1934-35 är ett av de främsta exemplen på den tidiga svenska funktionalismen. Huset uppfördes för Bredenbergs varuhus som fanns kvar i byggnaden fram till 1980-talet.

## Byggnaden
Huset är en smal byggnad med huvuddelen av fasaden mot Mäster Samuelsgatan. Byggnaden fungerade som varuhus fram till 1980-talet och pryddes fram till dess av neonskyltar och belysningarna från byggåret.  Huset förändrades successivt såväl exteriört som interiört, exempelvis byttes den ursprungliga fasaden i travertin ut mot en stenfasad i gotländsk kalksten ut under en ombyggnad 1964-66. Ansvarig arkitekt var Hans Asplund, son till Gunnar Asplund.
Vid en renovering 2008 återskapades den ursprungliga fasaden och samtidigt togs ett nytt stort fönsterparti upp på första våningen mot Drottninggatan. Byggnaden är samtida med Asplunds mer kända tillbyggnad av Göteborgs rådhus.

## Fastigheten idag
Fastigheten ägs idag av fastighetsbolaget Ramsbury Invest, som under de senaste åren har etablerat sig som en av de större fastighetsägarna i centrala Stockholm. Bolaget äger också bland annat Åhléns Citys stora byggnad på Klarabergsgatan. Bolaget är helägt av H&M:s majoritetsägare Stefan Persson. I samband med renoveringen 2008 iordningställdes de övre våningarna till nytt huvudkontor för H&M. I bottenvåningarna fanns tidigare en större skoaffär, nu en ambitiös modebutik. Byggnaden är i dag blåklassad, vilket innebär att byggnadens kulturhistoriska värde motsvarar fordringarna för byggnadsminnen i Kulturmiljölagen. Kulturminneslagen är den starkaste lag som finns i Sverige för skydd av kulturhistoriskt värdefull bebyggelse.